# Prins Sultan bin Abdul Azizstadion
Het Prins Sultan bin Abdul Azizstadion is een multifunctioneel stadion in Abha, een stad in Saoedi-Arabië. Het wordt vooral gebruikt voor voetbalwedstrijden.
In het stadion spelen voetbalclubs Abha Club en Damac FC hun thuiswedstrijden. In het stadion kunnen ongeveer 20.000 toeschouwers. Het werd geopend in 1984.